# Can Llopart (la Palma de Cervelló)
Can Llopart o Can Llopard és una masia situada al sud del municipi de Cervelló a la comarca catalana del Baix Llobregat. Es troba en un collet proper al poble a 170 metres d'alçada i és la masia més enlairada del municipi. Aquest collet està envoltat de pinedes i és una cruïlla de pistes (cap a la masia de Can Via, la urbanització Can Vidal, la masia de Can Paulet, etc.) testimoni del què havia estat l'antic camí a Cervelló. També s'hi pot accedir a través de dreceres que s'inicien a la font del Marge.
L'edifici està format per tres cossos units, i de l'edifici principal en destaca el portal adovellat. Aquest edifici està orientat a llevant i dona a un pati interior. La masia conserva part de les finestres originàries.